# Jezero Plateliai
Jezero Plateliai, litevsky Platelių ežeras, je turisticky populární jezero u města Plateliai v okrese Plungė v Telšiaiském kraji v západní Litvě. Jezero a jeho okolí patří do Žemaitijského národního parku (Žemaitijos nacionalinis parkas). Je to největší a nejhlubší jezero v Žemaitii a 9. největší jezero v Litvě.

## Popis a historie jezera
Jezero patří do povodí řek Minija a Nemunas v úmoří Baltského moře. Má plochu povrchu cca 12,0028 km2, délku 8,4 km, šířku 3,3 km a nejhlubší místo je východně od ostrova Pilies (Pilies salos) v hlouce asi 49,1 m. Nadmořská výška hladiny jezera je 146,5 m. Jezero je ledovcového původu. Břehy jsou velmi členité co do výšky i šířky s četnými poloostrovy, kopci, plážemi a mokřady. Jezero má 7 ostrovů a nejznámější z nich je Pilies salos, kde bylo hradiště  spojené dřevěným mostem s poloostrovem Šventorkalnis. Pilíře tohoto mostu se částečně zachovaly. V období Sovětského svazu se u jezera nacházela tajná vojenská jaderná raketová základna u lesa Plokštinė (nyní Muzeum studené války). Jezero je hojně využíváno rekreanty, turisty, sportovci a rybáři. Kolem jezera vede populární turistická/cykloturistická trasa Okolo jezera Plateliai.

## Další informace
Mejvětším sídlem na pobřeží jezera je město Plateliai.

## Galerie

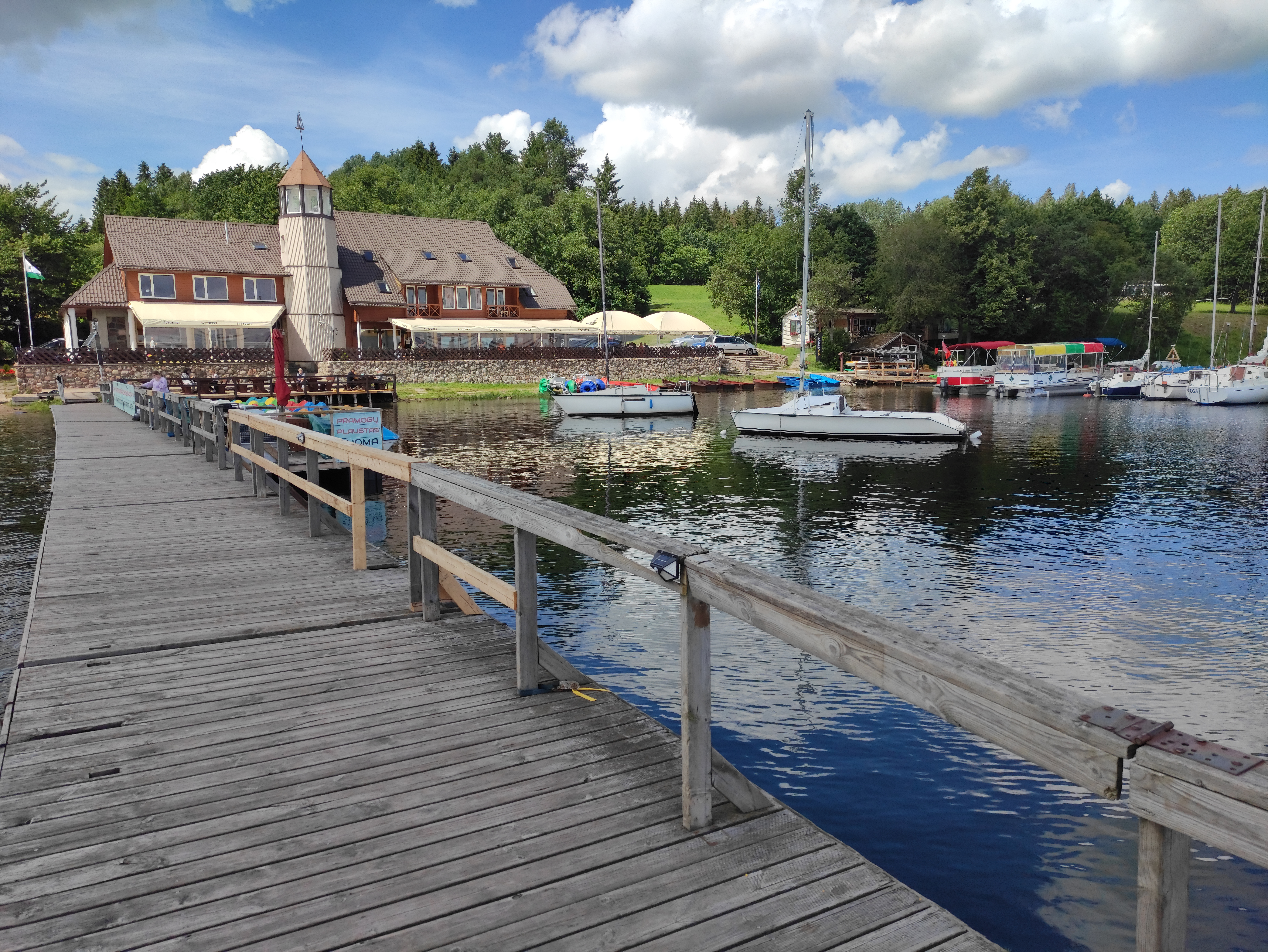
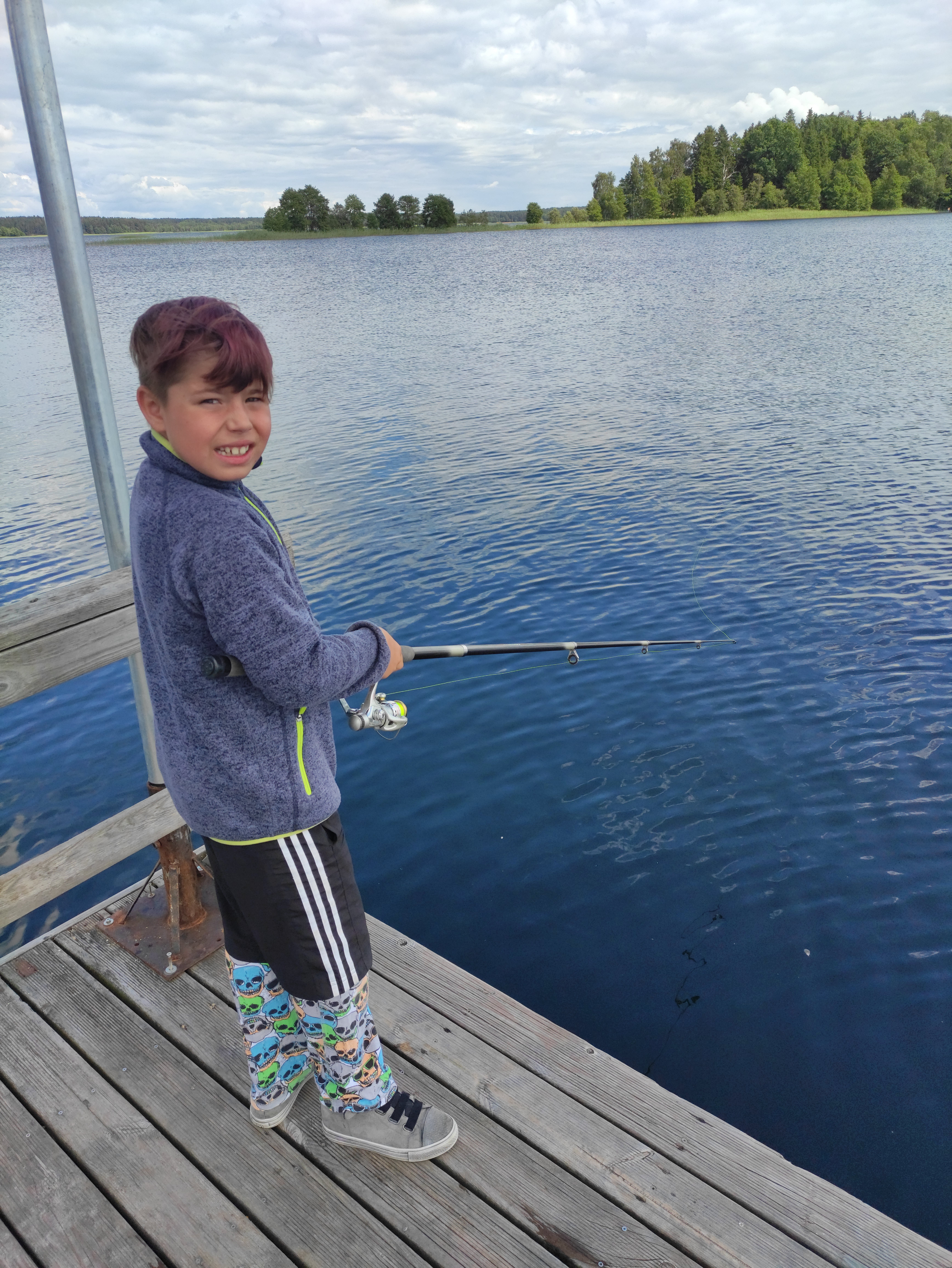
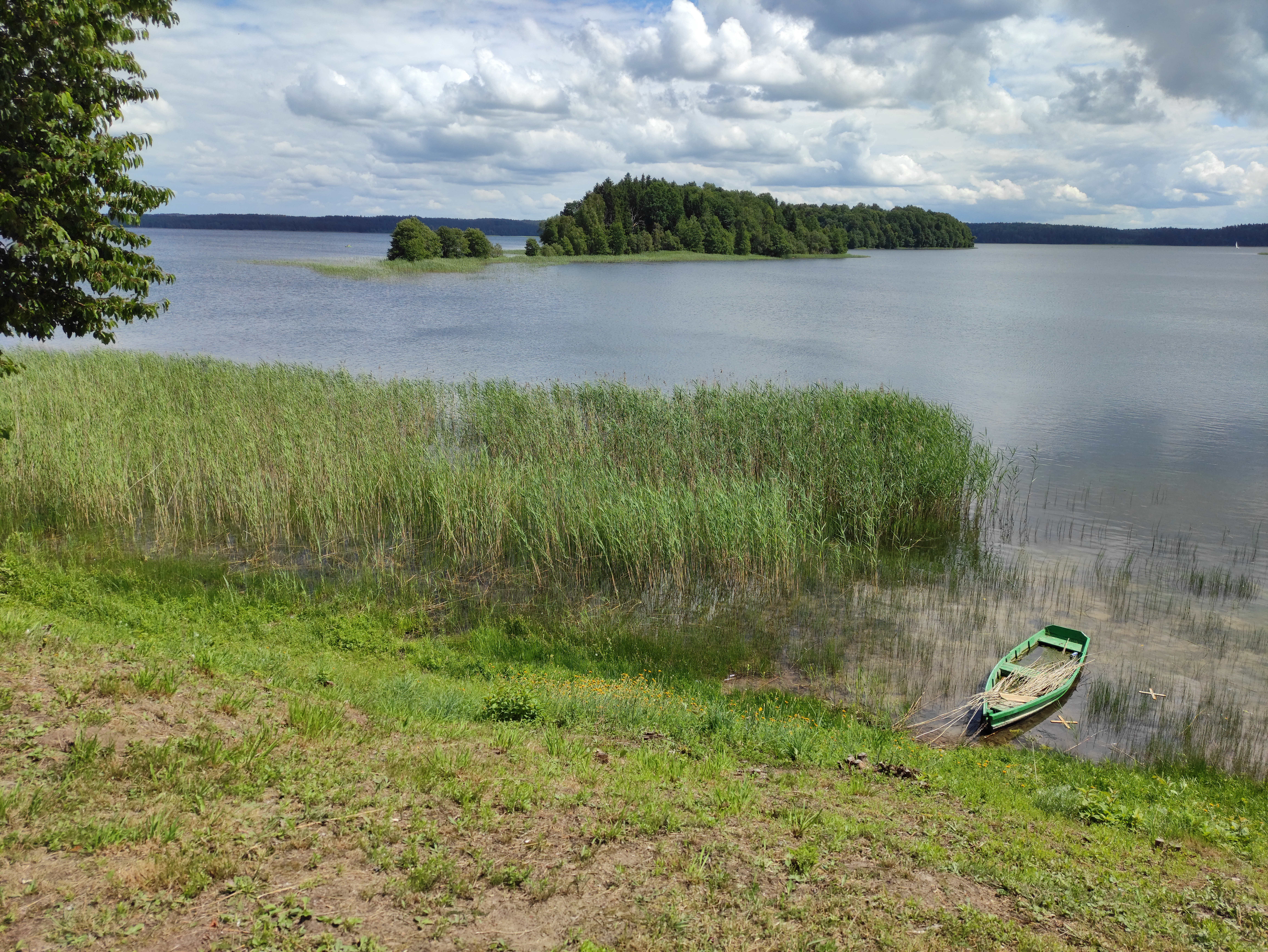
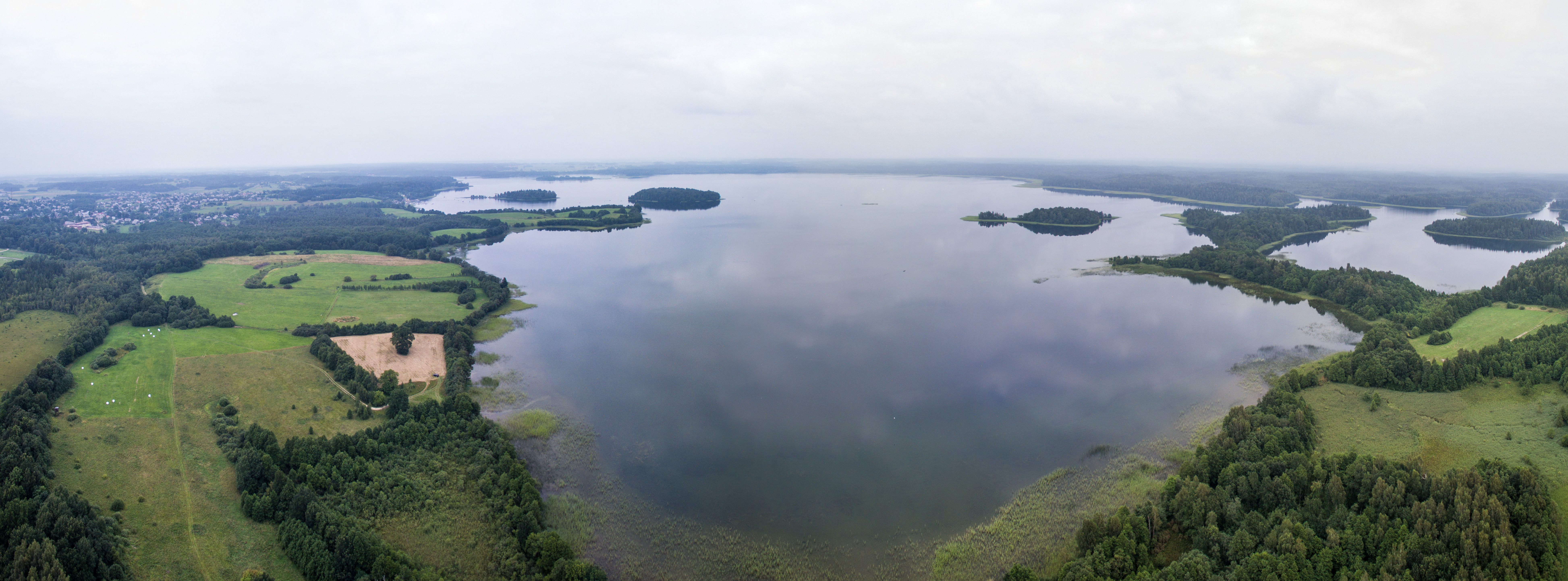
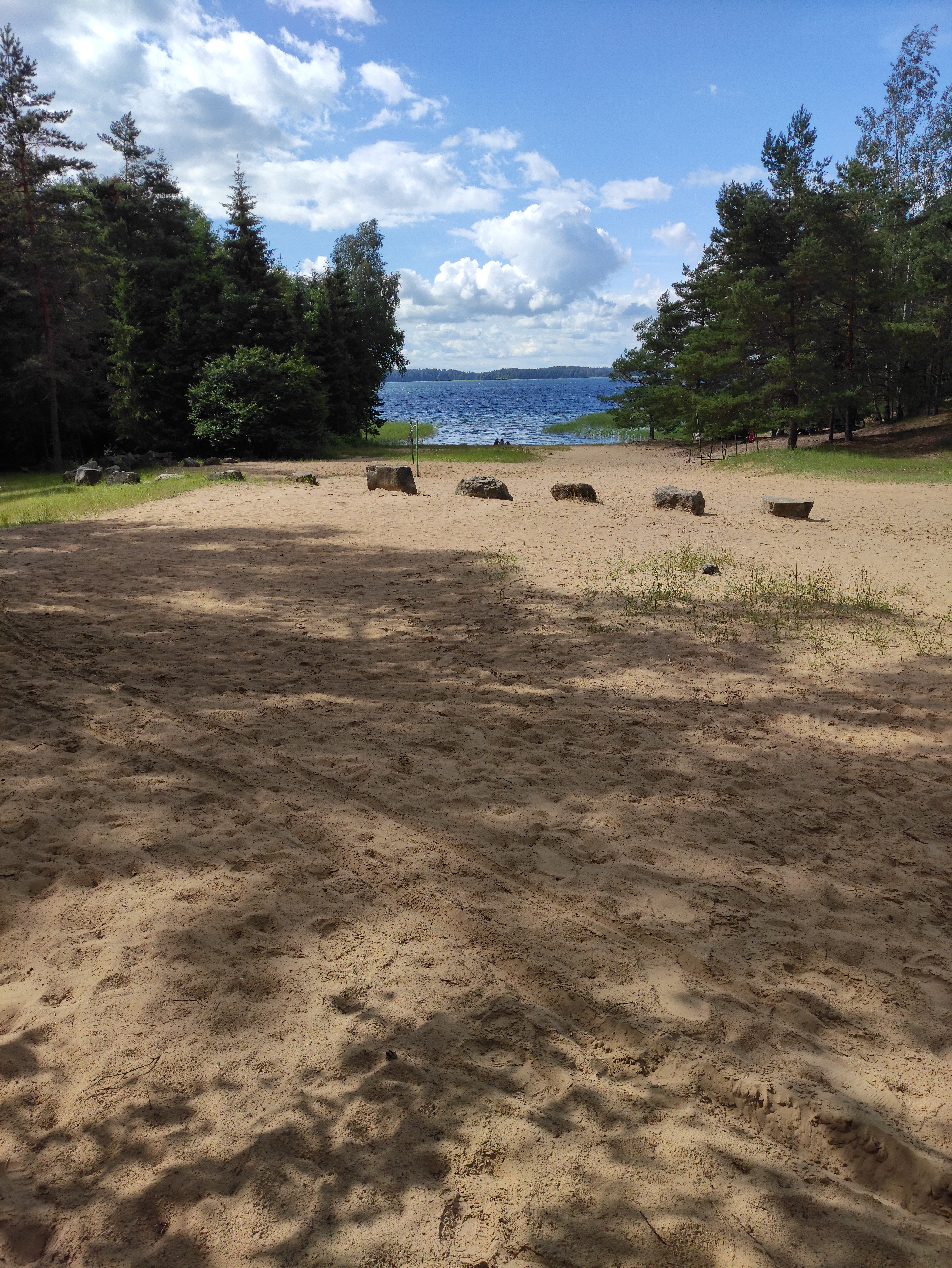
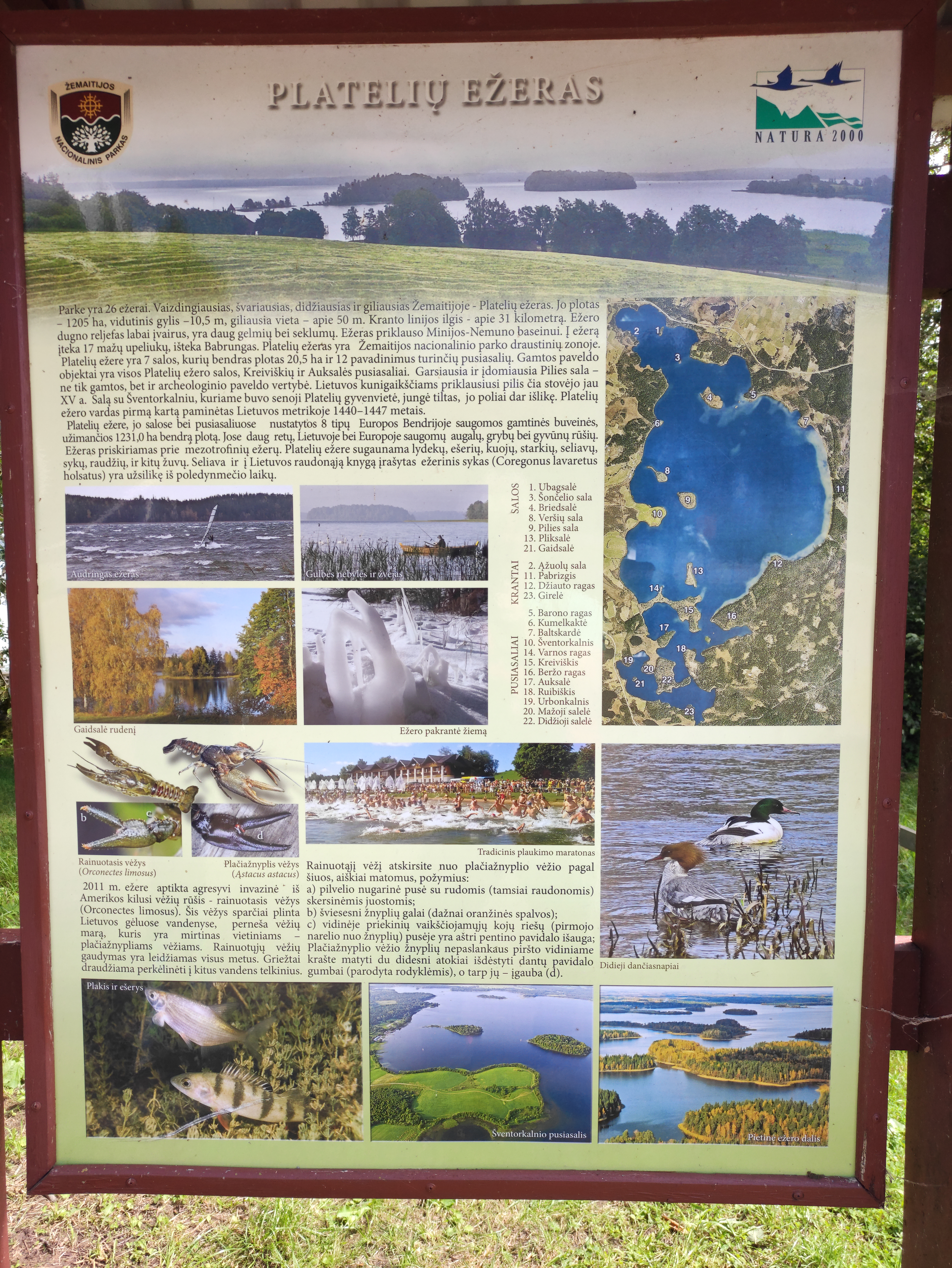